# Soteriologia
La soteriologia (del grec σωτηρία sōtēria "salvació" i λογος logos, "tractat" o "discussió") és l'estudi de les doctrines religioses de la salvació. La teoria de la salvació ocupa un lloc d'especial importància en moltes religions. En l'àmbit acadèmic dels estudis religiosos, els estudiosos entenen que la soteriologia representa un tema clau en diverses religions i sovint s'estudia en un context comparatiu; és a dir, comparar diverses idees sobre què és la salvació i com s'obté.

## Cristianisme
En la teologia cristiana, la doctrina de salvació se centra en la persona i obra de Jesucrist i de com es fa possible la salvació espiritual en ell. Les diferents opinions sobre la salvació es troben entre les línies principals que divideixen les diverses denominacions cristianes, sent un punt de desacord entre l'ortodòxia oriental, el catolicisme romà i el protestantisme, així com dins del protestantisme, sobretot en el debat calvinista-arminià. Aquestes línies inclouen definicions contradictòries de depravació, predestinació, expiació i, sobretot, justificació. La soteriologia cristiana va des dels conceptes de salvació exclusiva:p.123 fins a la reconciliació universal.
Tot i que algunes de les diferències són tan generalitzades com el cristianisme mateix, la gran majoria està d'acord que la salvació és possible gràcies a la vida, la crucifixió, la mort i la resurrecció de Jesús.